# Rhipidia succentiva
Rhipidia succentiva là một loài ruồi trong họ Limoniidae. Chúng phân bố ở vùng Tân nhiệt đới.